# Счастливы вместе (фильм, 1989)
«Счастливы вместе» (англ. Happy Together) — американская молодёжная комедия 1989 года, снятая режиссёром Мэлом Дэмски. В главных ролях снялись Патрик Демпси и Хелен Слейтер.

## Сюжет
Амбициозный Крис Вуден (Патрик Демпси) мечтает стать писателем. Для этого он приезжает учиться в колледж и устраивается жить в мужском общежитии. Но компьютер службы расселения делает ошибку и его соседом по комнате оказывается очаровательная и совершенно «ураганная» Александра Пейдж (Хелен Слейтер), которую все зовут просто Алекс. За девушкой увивается куча парней, завидующих Крису. Вот только ему самому не до смеха. Наверное, ушёл бы он в более подходящее для студента жилище, да преподаватель отметил, что в его творениях мало жизни и посоветовал юноше получить «личный жизненный опыт». Крис принимается за дело настолько прилежно, что предсказуемо теряет голову от любви к Алекс, и очень скоро встает вопрос о его исключении из университета.

## В ролях
- Патрик Демпси — Кристофер «Крис» Вуден
- Хелен Слейтер — Александра «Алекс» Пейдж
- Ден Шнайдер — Стэн
- Кевин Хардести — Слэш
- Мариус Уэйерс — Дэнни Долленбахер
- Барбара Бэбкок — Рут Карпентер
- Глория Хейс — Луиза Деллавока
- Брэд Питт — Брайан
- Аарон Харник — Уолли
- Рон Стерлинг — Тревор
- Эрик Ламбард — Гэри
- Майкл Д. Кларк — Стив
- Уэнди Ли Маркони — Дори
- Иветт Рамбо — Джилл
- Шоуни Роу — Гери

## Съёмки
Съёмки картины проходили в знаменитом Калифорнийском университете в Лос-Анджелесе (сокращённо — UCLA от University Of California, Los Angeles), расположенном в Вествуде в Лос-Анджелесе по адресу: Royce Hall, 340 Royce Drive.

## Музыка
Легендарная песня «Happy Together» в исполнении группы The Turtles стала главной темой фильма. Кроме того, фильм был назван в честь песни. Также в фильме звучала песня «Surfin’ Safari» из репертуара бой-бэнда The Beach Boys.
Герои играют в игру, цель которой угадать песню по нескольким строкам. Они поют фрагменты следующих песен: «You Are My Sunshine», «What I Did For Love», «Get Happy», «I’ve Never Been In Love Before», «Cabaret» и «Put On a Happy Face».